# Хрусталёв, Николай Титович
Николай Титович Хрусталёв (1908, Алхан-Кала, Северо-Кавказский край — 5 ноября 1941, Малое Садовое, Крымская АССР) — советский летчик, капитан, заместитель командира 2-й эскадрильи 11-го штурмового авиаполка Военно-воздушных сил Черноморского флота, участник обороны Севастополя.

## Биография
Родился в 1908 году в станице Ермоловской (ныне село Алхан-Кала Грозненского района Чечни). После окончания летного училища служил в частях авиации ВМФ СССР, был летчиком-инструктором в Ейском авиационном училище. Член ВКП(б).
Великая Отечественная война застала его на кубанском аэродроме в станице Старощербиновской. Он подал заявление с просьбой отправить его на фронт и был назначен командиром эскадрильи в 11-й истребительный штурмовой авиаполк ВВС ВМФ, который в сентябре 1941 года прибыл на Крымский полуостров.
12 ноября 1941 года в воздушном бою над селом Малым Садовым в Бельбекской долине его самолёт И-5 был подбит и загорелся. Лётчик направил пылающий самолет в скопление войск и техники противника.

## Память
Посмертно летчик награждён орденом Отечественной войны I степени. В селе Малом Садовом на месте гибели героя установлен памятник — объект культурного наследия народов России регионального значения.  Объект культурного наследия народов РФ регионального значения. Рег. № 911710946050005 (ЕГРОКН).
Лётный шлем капитана Хрусталёва хранится в музее Черноморского флота в Севастополе.
4 мая 1965 года в Ленинском районе Севастополя в честь Капитана Хрусталёва названа улица, на доме № 53 которой установлена памятная доска.
Одна из улиц Байсангуровского района города Грозного названа именем Хрусталёва.
10.05.2016 года по распоряжению Правительства города Севастополя Гимназии №8 было присвоено имя Николая Титовича Хрусталёва.